# Dávid Ferenc (művészettörténész)
Dávid Ferenc (Budapest, 1940. augusztus 16. – Budapest, 2019. január 21.) magyar művészettörténész.

## Életpályája
Gimnáziumi tanulmányait Budapesten, a II. Rákóczi Ferenc Gimnáziumban végezte 1954-58 között. Itt osztálytársa volt Tóth Sándor, akivel előbb osztálytársi-baráti, majd az egyetem elvégzése után életre szóló szakmai kapcsolatban állt. Az ELTE művészettörténet, valamint magyar nyelv és irodalom szakán 1963-ban szerzett diplomát, két szemesztert végzett Herder-ösztöndíjasként a bécsi egyetemen. 1963 és 1986 között az Országos Műemléki Felügyelőségen dolgozott. 1986-tól az MTA Művészettörténeti Kutatóintézetének tudományos munkatársaként tevékenykedett a műemlékügy elkötelezettjeként. Fontos szerepet kapott egyebek mellett a fertődi kastély helyreállításában, számos könyve jelent meg a művészettörténet témakörében.
73. születésnapja alkalmából 85 magyar és osztrák szerző tollából két kötetes nagy könyv jelent meg munkásságáról Kő kövön – Stein auf Stein címmel a Vince Kiadó gondozásában.

## Díjai, elismerései
- Magyar Köztársasági Arany Érdemkereszt (1996)[3]
- Soros Alapítvány Fülep Lajos-díj (1999)[3]
- Magyar Régészeti, Művészettörténeti és Éremtani Társulat Ipolyi Arnold-díj[5] (2000)[3]
- Scheiber Sándor-díj (2004)[3]
- A Magyar Érdemrend lovagkeresztje (2009)[6]
- Pro Urbe díj (Sopron) (2010)[7]
- Forster Gyula-díj (2011)[8][9]
- Számos elismerést kapott a magyarországi zsinagógák műemléki helyreállítása terén végzett kutatói munkásságáért.
- A Magyar Érdemrend középkeresztje (2015)

## Művei
- Dávid Ferenc–Sedlmayr János: A soproni ó-zsinagóga / A soproni ó-zsinagóga helyreállítása; Magyar Izraeliták Országos Képviseleti Irodája, Bp., 1978 (A magyarországi zsidó hitközségek monográfiái)
- Sopron, Ó-Zsinagóga; Tájak, Korok, Múzeumok, Bp., 1982 (Tájak, korok, múzeumok kiskönyvtára)
- Sopron. A város története / Die Geschichte der Stadt / History of the town / L'historie de la ville / Isztorija goroda; Corvina, Bp., 1987
- A Parisiana újjáépítése. Tisztelgés Lajta Béla emlékének. Az OMF Magyar Építészeti Múzeumának kiállítása; szerk. Dávid Ferenc et al., tan. Dávid Ferenc; OMF, Bp., 1991 (Az Országos Műemléki Felügyelőség Magyar Építészeti Múzeumának kiadványai)
- A soproni színház, 1838, 1909, 1963, 1992. Az OMvH Magyar Építészeti Múzeumának kiállítása, Budapest, 1993; tan. Dávid Ferenc, szerk. Kőnig Tamás, Wagner Péter; OMvH–Kőnig és Wagner Építészek Kft., Bp., 1993
- Budapest, Új Színház; TKM Egyesület, Bp., 2000 (Tájak, korok, múzeumok kiskönyvtára)
- Egy közép-európai vállalkozó Budapesten. Schmidt Miksa bútorgyáros magyarországi tevékenysége és hagyatéka. Kiállítás a Budapesti Történeti Múzeum Kiscelli Múzeumában, 2001. július–október; kiállítás anyagát összeáll. Dávid Ferenc, Kiss Éva, kiállításrend. Kiss Éva, katalógusszerk. Horányi Éva, Kiss Éva, szöveg Dávid Ferenc et al.; BTM, Bp., 2001
- Dávid Ferenc–Goda Károly–Thirring Gusztáv: Sopron belvárosának házai és háztulajdonosai, 1488-1939; Győr-Moson-Sopron Megye Soproni Levéltára, Sopron, 2008
- Dávid Ferenc–Gajdó Tamás: Színház a Szerecsen utczában; Új Színház–Kossuth, Bp., 2010